# Carinodes toros
Carinodes toros là một loài tò vò trong họ Ichneumonidae.